# Königsmühle (Loučná pod Klínovcem)

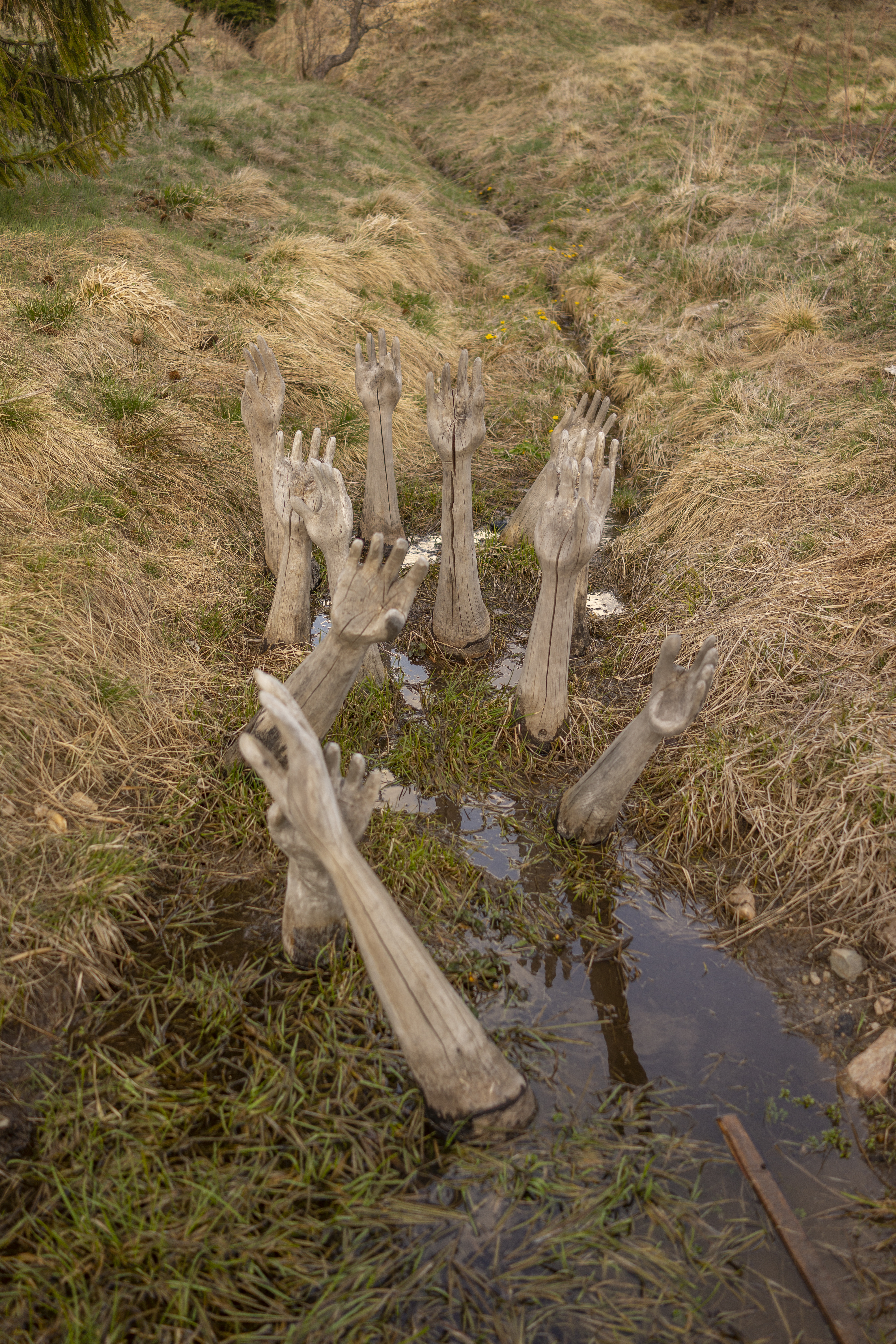
Land art v Königsmühle

Königsmühle (česky Königův Mlýn) je zaniklá osada v okrese Chomutov. Nachází se v Krušných horách asi 2 km jihovýchodně od Loučné pod Klínovcem v nadmořské výšce 915 m pod prameništěm potoka Černá voda. Zanikla vysídlením v 50. letech 20. století. Zbytky osady se nachází na severním okraji přírodní rezervace Horská louka u Háje.
Z osady se v podobě zřícenin dochovalo několik domů. Od roku 2012 se u nich každoročně koná land art setkání řezbářů, hudebníků, stonebalancerů a jiných umělců. Jeho hlavním organizátorem je publicista Petr Mikšíček.